# Campeonato Mundial de Ginástica Artística de 2013 - Solo masculino
A competição de solo masculino do Campeonato Mundial de Ginástica Artística de 2013 teve sua final disputada no dia 5 de outubro. A qualificatória que definiu os ginastas finalistas foi disputada em 30 de setembro e 1 de outubro.

## Medalhistas
| Ouro   | JPN Kenzo Shirai   |
| Prata  | USA Jacob Dalton   |
| Bronze | JPN Kohei Uchimura |

## Resultados

### Qualificatória
Esses são os resultados da qualificatória.
| Pos. | Ginasta               | Total  | Nota |
| ---- | --------------------- | ------ | ---- |
| 1    | JPN Kenzo Shirai      | 16,233 | Q    |
| 2    | BRA Diego Hypólito    | 15,600 | Q    |
| 3    | JPN Kohei Uchimura    | 15,333 | Q    |
| 4    | GER Fabian Hambuechen | 15,266 | Q    |
| 5    | GBR Daniel Purvis     | 15,266 | Q    |
| 6    | USA Jacob Dalton      | 15,166 | Q    |
| 7    | CAN Scott Morgan      | 15,100 | Q    |
| 8    | USA Steven Legendre   | 15,091 | Q    |
| 9    | USA Samuel Mikulak    | 15,033 |      |
| 10   | NED Casimir Schmidt   | 15,000 | R    |
| 11   | BRA Sérgio Sasaki     | 15,000 | R    |
| 12   | GER Matthias Fahrig   | 15,000 | R    |

- Q - qualificado para a final
- R - reserva

### Final
Esses são os resultados da final.
| Pos. | Ginasta               | Nota D | Nota E | Pen. | Total  |
| ---- | --------------------- | ------ | ------ | ---- | ------ |
|      | JPN Kenzo Shirai      | 7,400  | 8,600  |      | 16,000 |
|      | USA Jacob Dalton      | 6,700  | 8,900  |      | 15,600 |
|      | JPN Kohei Uchimura    | 6,400  | 9,100  |      | 15,500 |
| 4    | GBR Daniel Purvis     | 6,500  | 8,900  |      | 15,400 |
| 5    | BRA Diego Hypólito    | 6,900  | 8,466  |      | 15,366 |
| 5    | USA Steven Legendre   | 6,800  | 8,566  |      | 15,366 |
| 7    | GER Fabian Hambuechen | 6,500  | 8,800  |      | 15,300 |
| 8    | CAN Scott Morgan      | 6,400  | 8,433  |      | 14,833 |